# Годованець Микита Павлович
Мики́та Па́влович Годόванець (14 (26) вересня 1893, Вікнина Тернівської волості Подільської губернії, нині Гайворонський район Кіровоградської області — 27 липня 1974, Кам'янець-Подільський) — український поет-байкар, жертва комуністичного терору. Двоюрідний дядько поета Розстріляного Відродження Панька Педи.

## Біографія

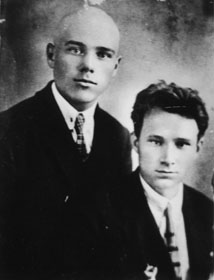
Микита Годованець (зліва) та поет Кесар Андрійчук. Кінець 1920-х років

Народився у багатодітній селянській сім'ї. Батьки були неписемні, але дбали про освіту дітей. Хлопця вчив Йосип Чайка, який приносив йому книги з власної книгозбірні.
Микита Годованець так згадував про своє дитяче читання: «Ухопив я обома руками цю книгу і бігцем подався в шкільний сад, захопивши з собою якийсь підручник та зошит, примостився під яблунею. То був „Кобзар“ Тараса Шевченка. Ні про Шевченка, ні про „Кобзар“ я ще нічого не чув. Розгорнув, читаю… О матінко! Українська книжка! Чисто ж так мати моя говорить. Звикаю до незнайомого правопису, читаю один вірш, другий, третій. А серце горить, грає, кипить. Ой, як же гарно, як цікаво!».
1906 року закінчив Степашанську вчительську школу. Навчався на дворічних курсах підготовки до університету. Вчителював у церковнопарафіяльних школах сіл Орлівка та Бубнівка на Поділлі. У 1914—1918 роках перебував на військовій службі.
Місяць (від 28 жовтня 1920 року) був вільним слухачем історико-філологічного факультету Кам'янець-Подільського державного українського університету.
Учителював (у 1919—1920 роках — у Голосківській початковій школі), працював у редакціях газет «Червоний край» (Вінниця), «Радянська Волинь» (Житомир).
31 січня 1937 року незаконно заарештовано у Києві. Ухвалою особливої наради при НКВС від 13 червня 1937 року вислано на Середню Колиму, де пробув до 1947 року. Лише 1954 року офіційно дозволено оселитися у Кам'янці-Подільському.
Реабілітовано 11 вересня 1957 року.
Нагороди: Орден «Знак Пошани» (1973).

## Творчість
Поезії Годованця вперше опублікували у Києві на шпальтах тижневика «Маяк» у 1913 році.
У 1917 році низка поезій Годованця була опублікована у ревельській газеті[джерело?].
У 1920 році видали збірку Дем'яна Бєдного «Байки і пісні», яку переклав Годованець.
У 1925 році увійшов до організації «Плуг».
У 1927 році вийшла перша книжка байок «Незаможний Клим» .
1928 рік — «До добробуту й культури».
1929 рік — «Парася на парастасі», «Будяки», «Довгоносики».
1930 рік — «У колективі».
1931 рік — «Трактор і рало».
1932 рік — «Байки».
У 1934-му став членом спілки письменників СРСР.
Після заслання вийшли книжки: «Байки» (1957), «Заяча математика» (1961), «Конвалія і Лопухи» (1966), «Талановита Тріска» (1967).

## Оцінка сучасників
Перекладач і літературознавець Феофан Скляр писав:
«Понад тисяча творів, що вийшли з-під його пера — це справжня ріка мудрості. Початок її у джерелах фольклору, в казках і прислів'ях, у піснях і думах. І недаремно його називають патріархом української байки, бо через усе своє життя проніс він у серці незрадливу відданість до цього бойового жанру літератури».

## Пам'ять

Микита Годованець із сином Анатолієм і дружиною Серафимою Миколаївною

- 25 вересня 1975 року в Кам'янці-Подільському іменем Годованця названо одну з вулиць Нового плану (раніше Садова).
- 24 вересня 1983 року в Кам'янець-Подільській середній школі № 16 урочисто відкрито музей Годованця. Матеріали для музею, зокрема, надали рідні байкаря — дружина Серафима Годованець, син Анатолій Годованець. Червону стрічку перерізали, зокрема, письменники Іван Сочивець, Полікарп Шабатин.
- 25 вересня 1983 року в Кам'янці-Подільському на будинку, в якому в 1959—1974 роках жив і працював Микита Годованець, урочисто відкрито меморіальну дошку. Автор пам'ятного знака — народний художник України Еммануїл Мисько, який приїхав зі Львова до Кам'янця-Подільського на ювілейні торжества.
- Образ Микити Годованця змальовано в повісті «За Колимою сонце сходить» (1994) і романі «Довга дорога вночі» (1998) українського письменника Мар'яна Красуцького.
- 11 грудня 2008 року в приміщені картинної галереї Кам'янець-Подільського історичного музею-заповідника відкрито меморіальну кімнату байкаря.

## Збірки
- «Незаможник Клим» (1927).
- «До добробуту й культури…» (1928).
- «Парася на парастасі» (1929).
- «Будяки» [Архівовано 1 жовтня 2020 у Wayback Machine.], «Довгоносики», «У колектив!» (1930).
- «Трактор і Рало» (1931).
- «Байки» (1932).
- «Байки» (1957).
- «Осел на хаті» (1958).
- «Байки» (1960).
- «Заяча математика» (1961).
- «Вужі під яслами», «Байки» (1963).
- «Ріка Мудрості. Байки за Езопом» (1964).
- «Веселий педант» (1965).
- «Конвалія і Лопухи» (1966).
- «Афоризми сатирика», «Талановита Тріска», «Байки за Леонардо да Вінчі, Федром, Бабрієм» (1967).
- «Байки» (т. 1—2, 1968).
- «Байки зарубіжних байкарів у переспівах та перекладах М. Годованця», «Байки і фрашки» (1973).
- «Байки» (1987).

## Російські переклади
- «Соловей в курятнике» (1960).
- «Медвежьи танцы» (1967).